# District de Sukma
Le district de Sukma est un district de l'état du Chhattisgarh, en Inde,

## Géographie
Au recensement de 2001, sa population compte 249 000 habitants.
Son chef-lieu est la ville de Sukma. 